# 마테우스 페레이라 (1996년)
마테우스 펠리피 코스타 페레이라(포르투갈어: Matheus Fellipe Costa Pereira, 1996년 5월 5일 ~ )는 브라질의 축구 선수로 포지션은 공격형 미드필더, 윙어이며, 현재 사우디 프로리그의 알힐랄 소속이다.